# Шиллінгсфюрст
Шиллінгсфюрст (нім. Schillingsfürst) — місто в Німеччині, розташоване в землі Баварія. Підпорядковується адміністративному округу Середня Франконія. Входить до складу району Ансбах. Центр об'єднання громад Шиллінгсфюрст.
Площа — 27,52 км2. Населення становить 2823 ос. (станом на 31 грудня 2020).

## Галерея

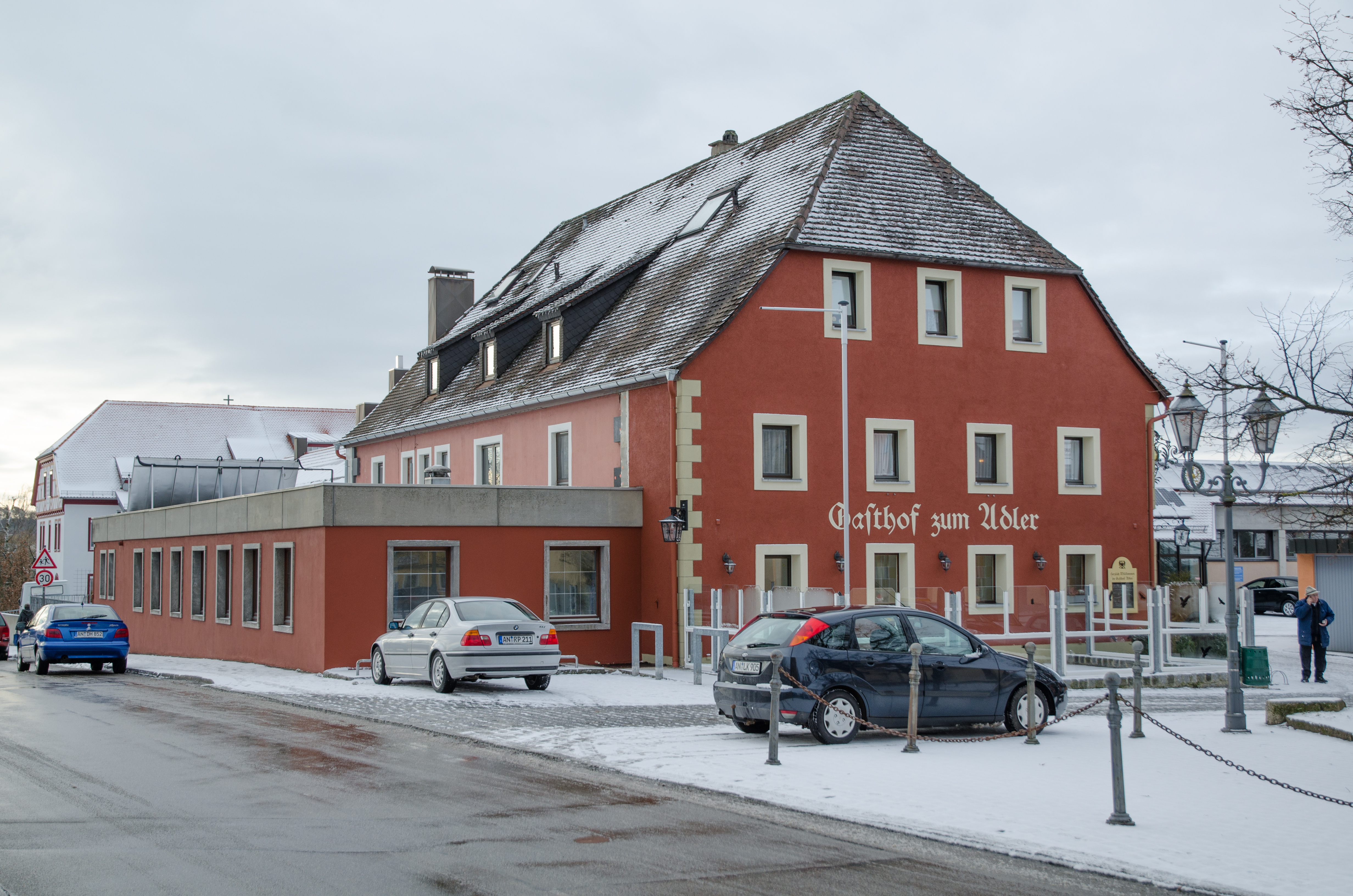
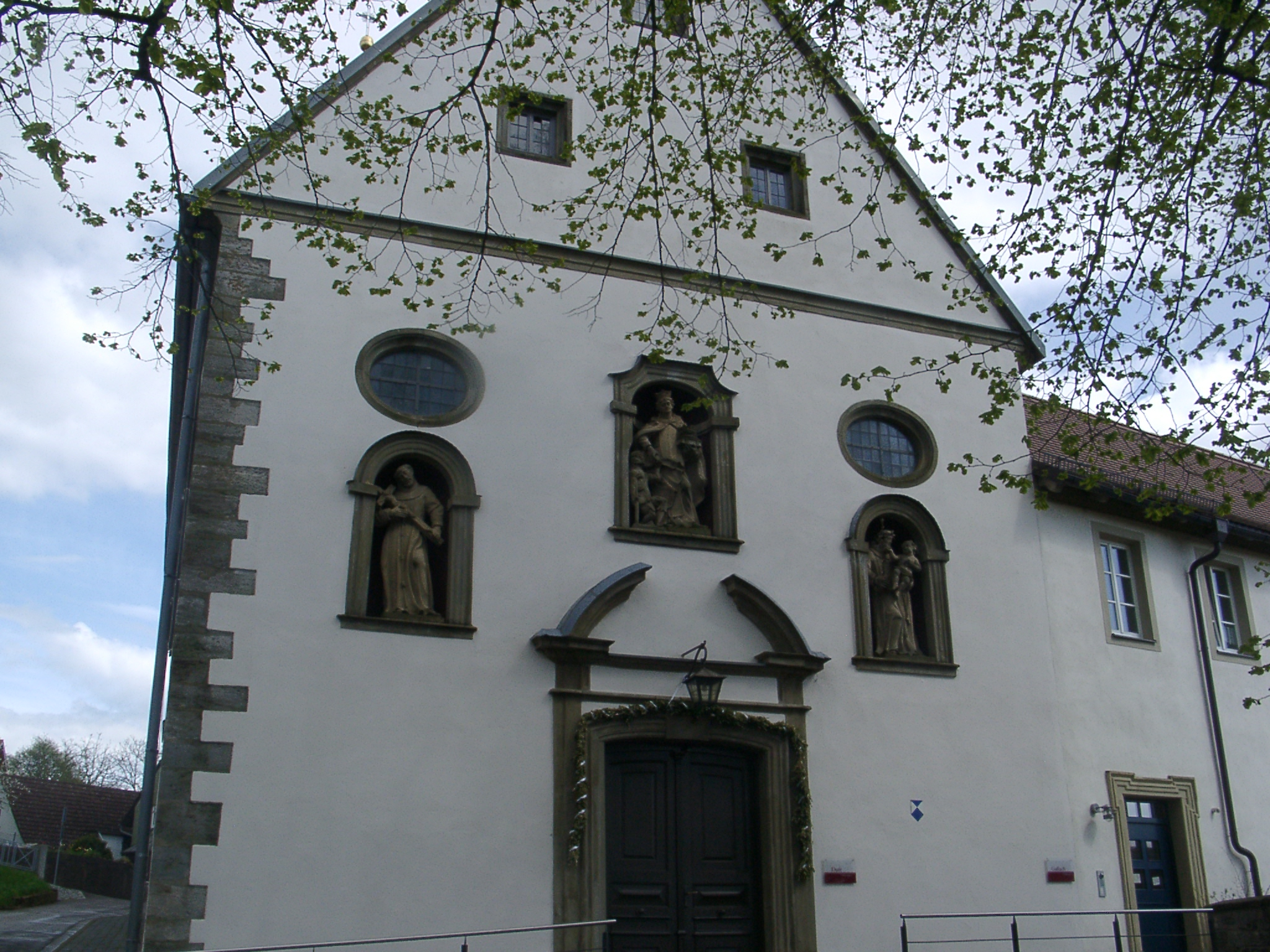
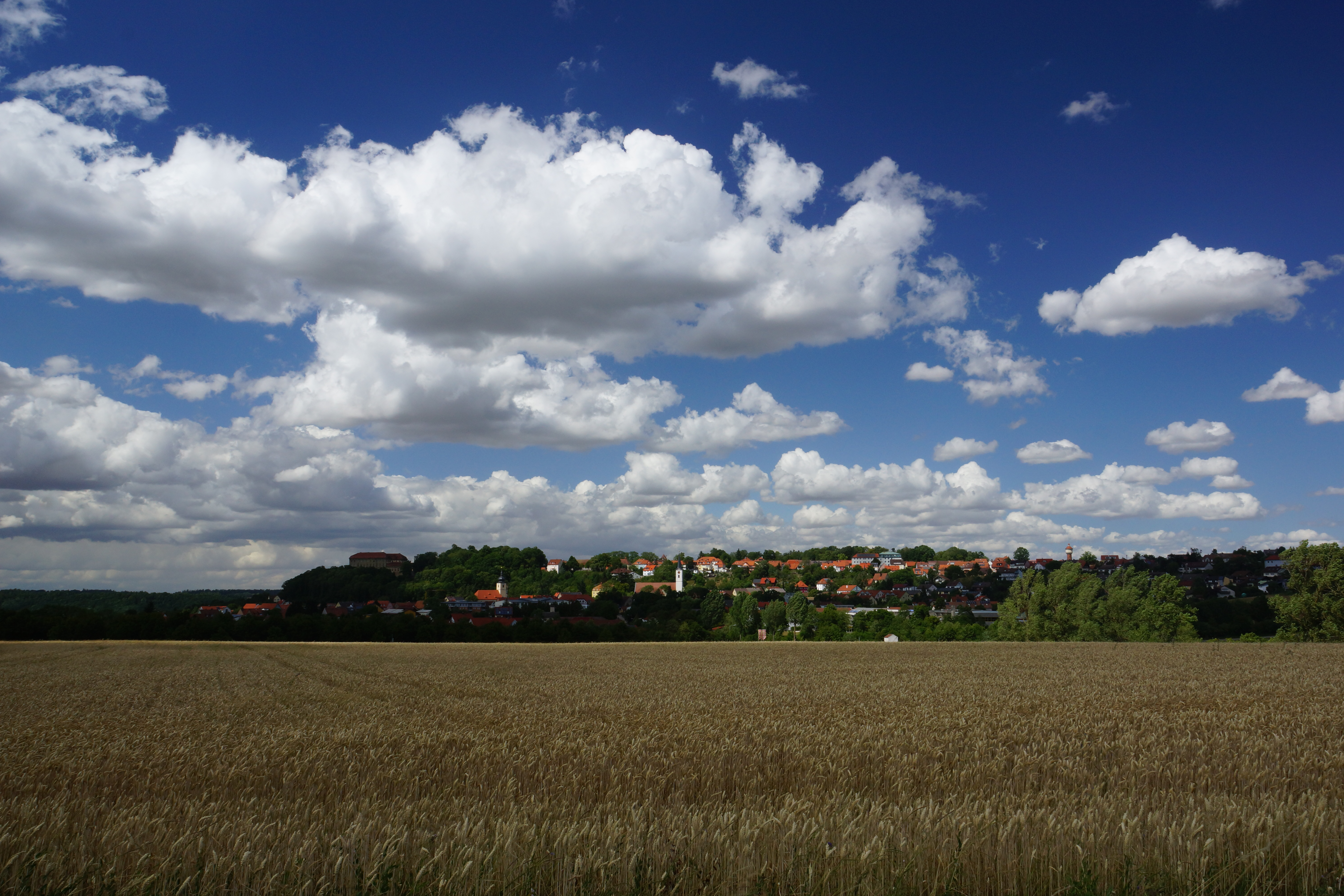